# میشل پشو
میشل پشو (انگلیسی: Michel Pécheux; ۲۴ مهٔ ۱۹۱۱ – ۲۹ اوت ۱۹۸۵) شمشیرباز اهل فرانسه بود.